# Neoxanthobasis nigra
Neoxanthobasis nigra là một loài ruồi trong họ Tachinidae.